# 政治地理学
政治地理学（英語：Political geography）研究人类社会政治现象的空间分布与地理环境关系，為人文地理学及政治学的次學門。政治地理學探討政治過程與空間結構之間的交互影響，傳統上將研究尺度分為三級：以國家為中心的研究，在前者之上的國際關係（或地緣政治）的研究，以及在其之下的地方的研究。
政治地理学可以追溯到亚里士多德的《政治学》和孟德斯鸠的《论法的精神》。早期主要研究地理环境和气候因素对政治制度和人的政治行为的影响。19世纪以後转为研究地缘政治、国家的领土、疆界、首都、行政区划、海外属地等政治现象及国际政治关系格局與发展变化趋势等。
政治地理學也探討選舉在不同區域中的政黨傾向、支持候選人傾向的差異及其原因。

## 研究領域

### 批判政治地理學
批判政治地理學探討傳統政治地理學在現代趨勢中的批判，與批判地理學的走向一樣，立論多關注於後現代、後結構和後殖民理論。例如：
- 女權主義地理學（英语：Feminist geography）主張將權力關係辨認為父權結構， 並嘗試理論化身份與身份認同政治的其他概念[2]。相關研究包括酷兒理論和青年研究。
- 後殖民主義理論重視帝國主義，嘗試將政治地理學的核心理論適用於各學門，重點學門包括發展地理學[3]。
- 環境正義認為在環境法規與政策發展、實施和執法的場域中，所有參與人應獲公平待遇以及具有意義的參與過程，無論其種族、膚色或收入等[4]。它主張平等享受健康環境帶來的益處是一種普世的人權[5]。

## 著名學者
- 約翰·阿格紐
- 西蒙·達爾比（英语：Simon Dalby）
- 克勞斯·道德斯（英语：Klaus Dodds）
- 德瑞克·格雷戈里（英语：Derek Gregory）
- 理察·哈茨霍恩
- 卡爾·豪斯霍弗爾
- 羅納德·約翰斯頓
- 李斯·瓊斯（英语：Reece Jones (geographer)）
- 辛蒂·卡茲（英语：Cindi Katz）
- 彼得·克魯泡特金
- 伊夫·拉科斯特（英语：Yves Lacoste）
- 哈爾福德·麥金德
- 朵琳·瑪西
- 傑拉德·托爾（英语：Gerard Toal）
- 喬·派特（英语：Joe Painter）
- 弗里德里希·拉采爾
- 愛倫·邱吉爾·珊波（英语：Ellen Churchill Semple）
- 彼得·泰勒